# Анджейовський Антон Лукіянович
Антон Лукія́нович Анджейо́вський, власне Анто́ній Анджейовський (Андрієвський, Андржейовський; серпень 1785, Варковичі — 12 / 24 грудня 1868, Ставище) — природознавець польського походження, який працював в Україні. Ботанік, зоолог, професор, письменник. Псевдонім — Старий Детюк — походив від родинного прізвиська. Учень Вілібальда Бессера.

## Біографічні відомості
Народився в збіднілій шляхетській родині Волинської губернії (тепер Дубенського району Рівненської області). Батько Лукаш — касир банку Антонія Прота Потоцького, мати із Собінських. Виховувався при дворах каштелянової Бержиньської в Людвіполі, воєводи Вавельського в Тучині, де батько був маршалком двору.
Навчання розпочав у Корці, продовжив у Тучині під керівництвом професора Краківської академії Франц. Шоповіча, деякий час ходив до шкіл у Межирічі Корецькім. З 1801 року, за сприяння графа Олександра Ходкевича, навчався малярства (в Олешкевича), природничих наук, ботаніки (вчитель Єнджей Сьнядецкі опікувався ним) у Вільнюсі. Після короткого перебування в Ходкевичів у Пекалові почав навчатись у Вищій Волинській гімназії в Крем'янці (вчителі: Вілібальд Бессер, Францішек Шайдт). У 1809 році був гувернером дітей Гадомського у Завадинцях.
Закінчив Віленський університет. З 1818 року викладач ботаніки і зоології Вищої Волинської гімназії, з 1819 — Кременецького ліцею, тут також завідувач кафедри зоології та ботаніки. З 1834 року — ад'юнкт кафедри зоології Київського університету і професор Ніжинського ліцею Безбородька з 1839 року. У відставку вийшов близько 1856 року.
Після виходу у відставку в 1841 році жив у Житомирі, Немирові (у маєтках Болеслава Потоцького) та Білій Церкві, де брав участь у насадженні садів.
У 1848–1868 роках проживав у Ставищах. Листувався з президентом Французької академії наук, ботаніком Жозефом Декеном, направляючи зразки насіння рослин з України до Саду рослин у Парижі, просячи допомогти ідентифікувати рідкісні рослини та дати їм назви.
Заклав Ставищенський парк, який зберігся до нашого часу, хоч і не в початковому стані. Парк включено до енциклопедичного видання «Зводу пам'яток історії та культури України» як пам'ятку садово-паркової архітектури.
Помер 12 грудня 1868 року у Ставищах, похований на місцевому кладовищі (Що Анджейовський робив у Ставищі).

## Наукова діяльність
Праці присвячені вивченню флори південно-західної частини України (між Бугом і Дністром, від Збруча до Чорного моря) та колишньої Подільської губернії.
Займався також систематикою і морфологією хрестоцвітих.
Вивчав флору та фауну Литви й України. Склав гербарій 10 000 видів рослин, з них 1 366 передано Київському національному університету імені Тараса Шевченка. Описав близько 100 видів і різновидностей української флори, з них близько 30 пріоритетних видів та форм. Результати вивчення родини хрестоцвіті увійшли у «Prodromus» Декандоля.
Основоположник палеонтологічних досліджень в Україні. Польові експедиції присвячені збору та обробці переважно міоценової фауни і флори та мінералів і гірських порід території колишніх Подільської, Катеринославської та Херсонської губерній, а також вивченню геологічної будови західних частини України. Геологічний опис Волині та Поділля на початку XIX століття та палеонтологічне визначення зберегли в деяких випадках його авторство й досі.
З 1841 року займався садівництвом (акліматизацією рослин). Член Московського товариства дослідників природи, товариства сільського господарства Південної Росії (Одеса), російського товариства любителів садівництва та деяких інших науковий товариств.

## Праці
Автор автобіографічної повісті (1861–1862) та історичних повістей:
- «Сини Владислава Германа»;
- «Добислав»;
- «Грамоти старого Детюка про Волинь».

Літературні твори в 4-х томах вийшли польською мовою (Вільно, 1861–1862).

## Вшанування пам'яті
На честь Антона Анджейовського названа гвоздика Анджейовського (Dianthus andrzejowskianus Kulcz.).
29 вересня 2018 року в католицькому кварталі центрального кладовища смт Ставище відбулася свята служба (меса) з освяченням символічного гробу-меморіалу Антонію Анджейовському (арх. Петро Пшевлоцький та Олександр Вартилецький, м. Богуслав).
У місті Житомир є провулок Антона Анджейовського. 

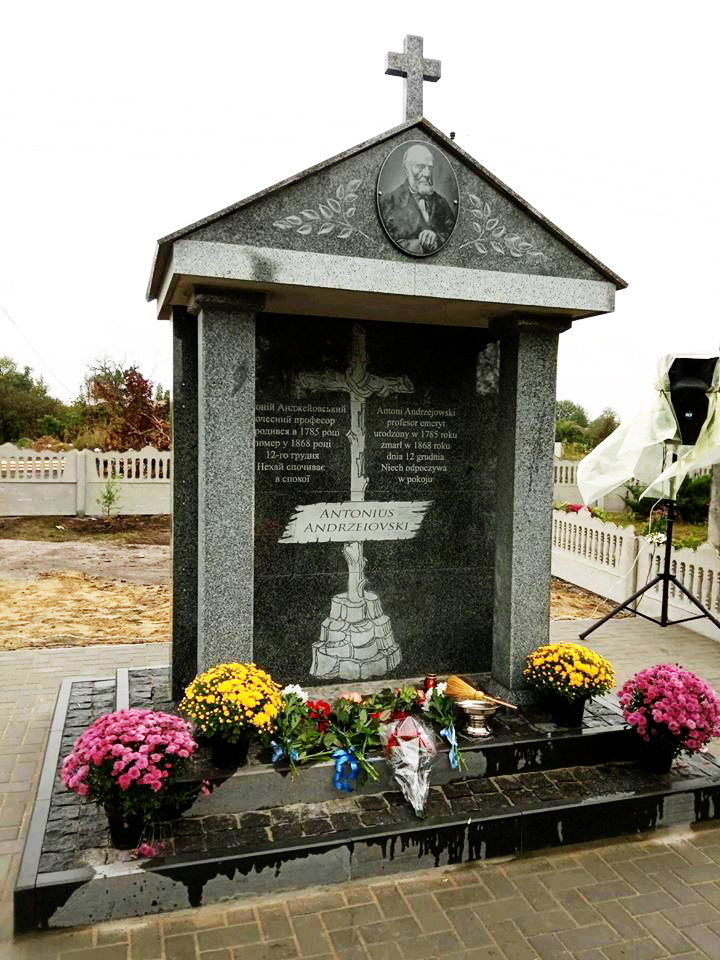
Гроб-меморіал ботаніку Антонію Анджейовському (1785—1868) у католицькому кварталі центрального кладовища смт Ставище, освячений 29.09.2018